# Rio Salor
O Rio Salor é um Rio de Espanha da Provincia da Estremadura que nasce na Sierra de Montánchez e desagua no Rio Tejo na Barragem de Cedillo perto do município de Alcântara. Tem como principais afluentes o Rio Ayuela pela margem esquerda e por a margem direita o Rio Casillas e a Ribeira de Araya.